# Províncias da Suécia

Províncias históricas da Suécia hoje

As províncias históricas da Suécia (landskap) são antigas divisões administrativas, e atualmente são apenas de caráter histórico e cultural. Essas divisões antigas tinham em muitos casos identidade política em tempos pré-históricos, antigos e medievais. Em 1634, estas províncias históricas, foram substituídas como unidades administrativas por 21 condados (län). Apesar disso, elas continuam a ser usadas no dia a dia como entidades geográficas de identificação cultural nos mais variados contextos.

## Importância atual das províncias históricas
Atualmente, as províncias históricas não possuem funções administrativas, nem significado político. Porém, permanece o legado histórico e o meio de identificação cultural, com suas tradições mantidas pelas autoridades atuais. As províncias históricas estão diariamente presentes nos mais variados contextos, como por exemplo em nomes de jornais, em nomes de empresas, e em nomes de instituições políticas e sindicais.
Na escola sueca, a geografia da Suécia é estudada província por província.
Na monarquia sueca, as províncias históricas suecas continuam a ter funções simbólicas:
os monarcas suecos continuarem a conceder aos príncipes e princesas reais os títulos honoríficos de duques e duquesas de algumas províncias tradicionais. O próprio rei Carlos XVI foi, quando era príncipe, "duque da Jemtlândia", o príncipe Carlos Filipe é "duque da Varmlândia", a princesa Madelena é "duquesa da Helsíngia e Gestrícia", a princesa real Vitória é "duquesa da Gotalândia Ocidental", e a princesa Lilian era duquesa da Halândia.[carece de fontes?]

## Províncias históricas e condados
Em alguns casos, os condados atuais correspondem quase que exatamente às províncias históricas:
- O Condado de Dalarna e a Província histórica de Dalarna têm contornos praticamente coincidentes.
- O Condado de Blekinge é idêntico à Província histórica de Blekinge.
- A Gotlândia é ao mesmo tempo uma província histórica, um condado e até uma comuna.

Em outros casos, os territórios não correspondem, o que aumenta a importância cultural das províncias:
- O Condado de Gävleborg é constituído pelas antigas províncias históricas de Hälsingland e Gästrikland.
- O Condado de Kalmar é constituído pela parte oriental da província da Småland e pela ilha de Olândia.

Enquanto os condados estão sujeitos a mudanças, como é o caso de Estocolmo, da Västra Götaland e da Escânia, as províncias históricas mantêm suas fronteiras históricas desde 1634.

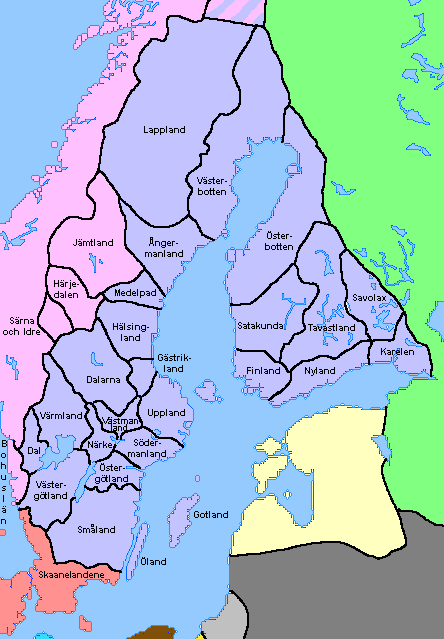
As províncias suecas em 1560

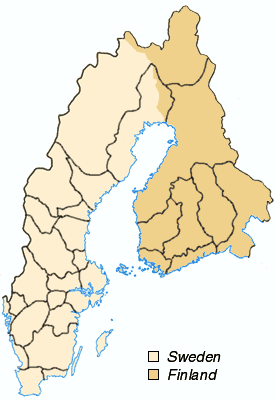
Províncias da Suécia de 1658 a 1809

## Regiões históricas da Suécia
As 25 províncias históricas da Suécia estão agrupadas em 3 grandes regiões históricas (SUECO landsdel):
- A Norlândia, agrupando as 9 províncias históricas do norte
- A Svealand, incorporando as 6 províncias históricas do centro
- A Gotalândia, incluindo as 10 províncias históricas do sul

## Lista das províncias históricas da Suécia
Abaixo relação de províncias históricas por região:
| Província histórica | Região histórica | Cidades principais             |
| ------------------- | ---------------- | ------------------------------ |
| Ångermanland        | Norlândia        | Härnösand                      |
| Blekinge            | Gotalândia       | Karlskrona                     |
| Bohuslän            | Gotalândia       | Kungälv, Uddevalla             |
| Dalarna             | Svealand         | Falun                          |
| Dalsland            | Gotalândia       | Åmål                           |
| Escânia             | Gotalândia       | Malmö, Lund                    |
| Gästrikland         | Norlândia        | Gävle                          |
| Gotlândia           | Gotalândia       | Visby                          |
| Halland             | Gotalândia       | Halmstad                       |
| Hälsingland         | Norlândia        | Söderhamn                      |
| Härjedalen          | Norlândia        |                                |
| Jämtland            | Norlândia        | Östersund                      |
| Lapónia             | Norlândia        | Kiruna                         |
| Medelpad            | Norlândia        | Sundsvall                      |
| Närke               | Svealand         | Örebro                         |
| Norrbotten          | Norlândia        | Luleå                          |
| Olândia             | Gotalândia       | Borgholm                       |
| Östergötland        | Gotalândia       | Linköping                      |
| Småland             | Gotalândia       | Jönköping, Kalmar, Växjö       |
| Södermanland        | Svealand         | Nyköping, Estocolmo, Strängnäs |
| Uppland             | Svealand         | Estocolmo, Uppsala             |
| Värmland            | Svealand         | Karlstad                       |
| Västerbotten        | Norlândia        | Umeå                           |
| Västergötland       | Gotalândia       | Gotemburgo, Skara              |
| Västmanland         | Svealand         | Västerås                       |